# Arcani
Los arcani (también denominados como areani) fueron un grupo de información y espionaje que existió en Britania a mediados del siglo IV.
Se formó por orden del emperador Constante durante su visita a la isla en 343 para inspeccionar el ejército estacionado allí. Su misión debía consistir en infiltrarse en la parte de la isla al norte del muro de Adriano y recabar información para el ejército romano que le permitiese anticiparse a posibles incursiones de saqueo.
Vivían como civiles mezclados con la población dentro del área situada entre el abandonado muro de Antonino y el de Adriano de tal manera que se enteraban sobre movimientos de guerreros u otros asuntos de interés para los romanos.
Parece que su larga convivencia con los nativos les llevó a cambiar su lealtad hacia ellos y para la década de 360 les informaban sobre los movimientos y vicisitudes dentro del territorio romano. Fueron un elemento importante para el éxito inicial de la barbarica conspiratio en 367 y guiaron a los guerreros pictos a cambio de parte del botín que obtuviesen. Por este motivo, cuando el comes Teodosio llegó a la isla para restablecer la situación ordenó la  disolución del cuerpo.